# Pseudagapostemon eliasi
Pseudagapostemon eliasi là một loài Hymenoptera trong họ Halictidae. Loài này được Cure mô tả khoa học năm 1989.